# Musculus gemellus inferior
Der Musculus gemellus inferior (lat. für „unterer Zwillingsmuskel“) ist einer der Skelettmuskeln des Oberschenkels im Bereich der Hüfte. Er entspringt am Sitzbeinhöcker. Der schlanke Muskel liegt unterhalb seines „Zwillings“, dem Musculus gemellus superior, legt sich von unten an die Endsehne des Musculus obturator internus an und setzt in der Fossa trochanterica des Oberschenkelknochens an. Er bewirkt eine Auswärtsdrehung des Oberschenkels.
Bei den meisten vierfüßigen Säugetieren (eine Ausnahme machen beispielsweise Katzen) sind die beiden Zwillingsmuskeln zu einem einheitlichen Muskel verwachsen. Sie werden aber aus vergleichend-anatomischer Sicht in der Pluralform – Musculi gemelli – bezeichnet.